# Kabinett Späth I
Das Kabinett Späth I regierte in der 7. Wahlperiode des Landtags Baden-Württemberg, nachdem der ehemalige Ministerpräsident Filbinger aufgrund der Filbinger-Affäre zurücktrat.
| Amt                                                                                | Name                    | Partei | Partei |
| ---------------------------------------------------------------------------------- | ----------------------- | ------ | ------ |
| Ministerpräsident                                                                  | Lothar Späth            |        | CDU    |
| Stellvertretender Ministerpräsident                                                | Robert Gleichauf        |        | CDU    |
| Finanzminister                                                                     | Robert Gleichauf        |        | CDU    |
| Inneres                                                                            | Guntram Palm            |        | CDU    |
| Wissenschaft und Kunst                                                             | Helmut Engler           |        | CDU    |
| Kultus und Sport                                                                   | Roman Herzog            |        | CDU    |
| Justiz                                                                             | Heinz Eyrich            |        | CDU    |
| Wirtschaft, Mittelstand und Verkehr                                                | Rudolf Eberle           |        | CDU    |
| Ernährung, Landwirtschaft und Umwelt                                               | Gerhard Weiser          |        | CDU    |
| Arbeit, Gesundheit und Sozialordnung                                               | Annemarie Griesinger    |        | CDU    |
| Bundesangelegenheiten                                                              | Eduard Adorno           |        | CDU    |
| Staatssekretär im Finanzministerium                                                | Gerhard Mayer-Vorfelder |        | CDU    |
| Politischer Staatssekretär im Staatsministerium                                    | Norbert Schneider       |        | CDU    |
| Politischer Staatssekretär im Innenministerium                                     | Robert Ruder            |        | CDU    |
| Politischer Staatssekretär im Ministerium für Wissenschaft und Kunst               | Gerhard Weng            |        | CDU    |
| Politischer Staatssekretär im Ministerium für Kultus und Sport                     | Theo Balle              |        | CDU    |
| Politischer Staatssekretär im Justizministerium                                    | Eugen Volz              |        | CDU    |
| Politischer Staatssekretär im Ministerium für Wirtschaft, Mittelstand und Verkehr  | Ernst Ludwig            |        | CDU    |
| Politischer Staatssekretär im Ministerium für Ernährung, Landwirtschaft und Umwelt | Ventur Schöttle         |        | CDU    |
| Politischer Staatssekretär im Ministerium für Arbeit, Gesundheit und Sozialordnung | Kurt Härzschel          |        | CDU    |